# Воронцов-Вельяминов, Борис Александрович
Бори́с Алекса́ндрович Воронцо́в-Вельями́нов (14 февраля 1904, Екатеринослав — 27 января 1994, Москва) — советский астроном, член-корреспондент Академии педагогических наук РСФСР (1947; после 1966 года член-корреспондент АПН СССР).

## Биография
Происходил из древнего русского рода Воронцовых-Вельяминовых. Родился 14 февраля 1904 года в Екатеринославе.
Обучаясь во 2-й Екатеринославской гимназии, посещал астрономический кружок, который организовал Александр Аленич.
Окончил физико-математический факультет Московского университета (1925). С 1924 года работал в Астрофизическом институте (в 1931 году переименован в Государственный астрономический институт им. П. К. Штернберга). В 1934 году присвоено учёное звание профессора, в 1935 году присвоена степень доктора физико-математических наук (без защиты диссертации).
В 1941—1943 годах заведовал Астрофизическим отделом института астрономии и физики Казахской АН.
Автор трудов по истории астрономии в России и СССР. Автор монографии «Очерки истории астрономии в России». Автор биографии Лапласа, вышедшей в серии «Жизнь замечательных людей» в 1937 году.
Вёл большую педагогическую и популяризаторскую деятельность. Перу Б. А. Воронцова-Вельяминова принадлежит одна из наиболее известных научно-популярных книг по астрономии в СССР — «Очерки о Вселенной», выдержавшая с 1950 по 1980 год восемь изданий. Автор ряда учебных пособий по астрономии, в том числе учебника астрономии для средней школы, выдержавшего большое количество изданий на протяжении более 30 лет в издательстве «Просвещение». По переработанному изданию под редакцией Е. К. Страута («Дрофа») 11-классники России учатся до сих пор.

## Научная деятельность
Научные работы посвящены различным вопросам астрофизики (нестационарные звезды, туманности, галактики), а также истории астрономии. В 1933 году предложил оригинальный полуэмпирический метод определения расстояний до планетарных туманностей, метод определения температур их ядер, разработал классификацию видимых форм планетарных туманностей. Издал несколько каталогов этих туманностей, а также каталог интегральных фотографических величин шаровых скоплений Галактики. Независимо от Р. Трюмплера обнаружил существование поглощения света в межзвездном пространстве. В 1946 году показал, что белые и голубые сверхгиганты, звёзды типа Вольфа—Райе, ядра планетарных туманностей, новые и новоподобные звёзды и белые карлики образуют на диаграмме Герцшпрунга—Рессела непрерывную «бело-голубую» последовательность.
В 1959 году опубликовал атлас и каталог 355 взаимодействующих галактик. Объяснил образование волокон в перемычках галактик движением газа вдоль силовых линий магнитных полей. Обнаружил много новых морфологических признаков галактик и показал неудовлетворительность классификации Хаббла. В 1961, 1972 и 1974 годах издал Морфологический каталог 30 000 галактик. Полагал, что для объяснения разнообразия форм галактик недостаточно гравитации и необходимо привлечение неизвестных современной физике сил.
В 1973 году опубликовал монографию «Внегалактическая астрономия».
Умер 27 января 1994 года. Похоронен на Ваганьковском кладбище.

## Награды и память
Награждён премией им. Ф. А. Бредихина АН СССР (1963) и медалью за открытие новых астрономических объектов. Заслуженный деятель науки РСФСР.
В его честь 8 ноября 1984 года назван астероид (2916) Воронвелия (Voronveliya), открытый 8 августа 1978 года в Крымской астрофизической обсерватории Н. С. Черных.